# Accuracy International

Logo de la compañía Accuracy International

Accuracy International es una empresa británica fabricante de rifles de precisión con sede en Portsmouth, Hempshire. Es conocida por la serie de rifles AW (Artic Warfare), que ostenta unas de las muertes confirmadas a mayor distancia (2.475 m (2.707 yd)). Los rifles de alta precisión son utilizados por fuerzas militares y policiales en todo el mundo.
Fue fundada en 1978 por el medallista olímpico Malcom Cooper, Sarah Cooper, Martin kay, y los diseñadores de armas Dave Walls y Dave Craig. 